# Вільгельм Адам (полковник)
Вільгельм Адам (нім. Wilhelm Adam; 28 березня 1893, Дармштадт — 24 листопада 1978, Дрезден) — офіцер вермахту, оберст (полковник) (1942); політичний і військовий діяч НДР, генерал-майор ННА (1977).

## Біографія

### Ранні роки
З сім'ї заможного селянина. У 1908—1913 роках навчався в учительській семінарії в Шлюхтерні. Після її закінчення 1 жовтня 1913 року вступив добровольцем в 5-у роту 88-го піхотного полку (2-го Нассауського).

### Перша світова війна
Першу світову війну Адам зустрів уже в званні унтер-офіцера, брав участь в перших боях на Західному фронті. 23 вересня 1914 він опинився в Дюссельдорфському лазареті.
Після одужання 26 жовтня було направлено до резервного батальйон свого колишнього полку. З 6 квітня по 20 травня 1915 року Адам відвідував офіцерські курси в таборі Локштедт і 22 травня 1915 йому було присвоєно звання лейтенанта.
14 червня 1915 він був призначений на посаду командира взводу на 1-й збірно-навчальний пункт 16-го армійського корпусу, а з 5 жовтня 1915 року обіймав ту саму посаду в 5-й роті 30-го піхотного полку «Граф Вердер» (4-го Рейнського).
6 липня 1916 року він, будучи хворий, був поміщений в польовий лазарет Гемершайн в Пфальці.
25 липня 1916 року він був переведений в 1-й резервний батальйон 88-го піхотного полку.
З 28 серпня по 27 вересня 1916 року Адам був відряджений на навчальні курси кулеметників (MG-Lehrkurs) в Деберітц. Після свого повернення він 28 вересня 1916 року стало командиром 31-ї кулеметної польовий роти, а трохи пізніше — 2-й кулеметної роти 424-го піхотного полку. Одночасно, з 26 листопада по 2 грудня 1917 року Адам відвідував курси для молодшого командного складу в Богданова.
28 жовтня 1918 року був призначений офіцером для доручень в 70-ю піхотну бригаду ландвера.
Після того, як війна закінчилася Адам узяв відпустку і поїхав на батьківщину. 31 січня 1919 року був звільнений з лав армії.

### Міжвоєнний період
У 1919—1929 роках Адам працював старшим викладачем (нім. Oberfachschullehrer) у військово-ремісничій школі (нім. Fachschule des Heeres) в Лангензельбольд (Гессен), а в 1929—1934 роках був на тій же посаді в військово-ремісничій школі в Веймарі (Тюрингія). У таких школах навчалися цивільним професіям старослужащие солдати рейхсверу. Паралельно він в 1922—1924 роках навчається в Університеті у Франкфурті-на-Майні і в 1927 році здає іспит на звання викладача середньої школи. Розлючений поразкою Німеччини у війні, Адам активно бере участь в реваншистських і профашистських організаціях.
Майже відразу ж після війни, в 1919 році, він вступає в Військовий Союз Лангензельбольда (нім. Militärvereins Langenselbold), а в 1920 році — в Младогерманскій Орден (нім. Jungdeutschen Ordens). У 1923 році Адам стає членом НСДАП й у тому ж році бере участь в Мюнхенському путч. Однак уже в 1926 році він виходить з НСДАП і вступає в більш помірну Німецьку Народну Партію (ННП), лідером якої був відомий в той час політик Густав Штреземан; проте в 1929 році Адам виходить і з цієї партії.
Після приходу Гітлера до влади він вступає в Союз фронтовиків «Сталевий шолом». У тому ж році «Сталевий шолом» був включений до складу штурмових загонів, а Адам став обершарфюрера СА. У 1933 році Адам був переведений в резерв СА, а влітку наступного, 1934 року, в чині капітана був покликаний на військову службу в 3-ю роту 15-го піхотного полку (Гізен). З 16 липня по 14 вересня 1934 року проходив навчання в центрі підготовки піхоти в Дьоберіце (нім. Lehrgang im Ausbildungsstab für Infanterie in Döberitz).
Після цього він до 1937 року командував ротами в різних полицях. 12 жовтня 1937 року Адам був призначений викладачем по тактиці і топографії у військову школу в Дрезден. Там він 31 грудня 1937 року одержав чергове звання майора. Деякий час (з 12 серпня по 25 жовтня 1938 роки) він викладав тактику і топографію в піхотній школі в Дёберітце, поки знову не був переведений в Дрезден на свою колишню посаду.

### Друга світова війна
25 вересня 1939 він був призначений на посаду ад'ютанта командира 23-го армійського корпусу (IIa XXIII. Armeekorps). 16 травня 1940 року в ході боїв за Францію загинув його син Гейнц.
У листопаді 1941 року він став начальником управління кадрів 6-ї армії, 1-м ад'ютантом 6-ї армії під командуванням генерал-фельдмаршала Вальтера фон Рейхенау, якого 20 січня 1942 року змінив Фрідріх Паулюс. У складі 6-ї армії Адам брав участь у Сталінградській битві. У листопаді-грудні 1942 року, коли залишки 6-ї армії були оточені, Адам як командир бойової групи за допомогою контратак і оборонних боїв стримував натиск радянських військ по річці Чир. За це він 17 грудня 1942 року був нагороджений Лицарським хрестом Залізного хреста.

### Полон
31 січня 1943 разом зі штабом 6-ї армії і своїм патроном здався в полон. Разом з полоненими генералами 6-ї армії він в лютому 1943 року був відправлений до табору для військовополонених в Красногорськ (під Москвою). У квітні їх перевели в Суздаль.
З липня 1943 він перебував у таборі для військовополонених в Войкове. У липні 1944 року Адам був знову відправлений в Красногорськ, а трохи пізніше, в Луньова, де розташовувалася штаб-квартира Союзу німецьких офіцерів. Вступив до Спілки німецьких офіцерів після замаху на Гітлера 20 липня 1944 року.
Після закінчення Другої світової війни Союз німецьких офіцерів в листопаді 1945 року був розпущений. У травні 1946 року знову був переведений в табір для військовополонених в Войкове. Влітку 1947 року його з Паулюсом, фон Ленскі і Мюллером возили в Сталінград для зйомок документального фільму. У квітні 1948 році відвідував курси, організовані Антифашистської школою № 27. У самому кінці місяця в результаті хворобливого запалення нерва на лівій руці він був змушений перервати навчання.

### На службі НДР
У вересні 1948 року Адам повернувся до Німеччини. Спочатку він працював в Міністерстві народної освіти Саксонії. Вступив в Національно-демократичну партію Німеччини. Восени 1949 його обрали головою НДПН землі Саксонія.
Восени 1950 року Адам був обраний депутатом в Народну Палату (до 1962 року) і міністром фінансів уряду землі Саксонія. З 1949 року по 1978 рік він був членом президії НДПН. У серпні 1952 він був переведений до Берліна, в штаб казарменій Народної Поліції, де прослужив рік і три місяці на посаді керівника відділу інспекції в управлінні навчальних закладів (нім. Leiter der Abteilung Inspektion in der Verwaltung der Lehranstalten).
У жовтні 1953 року Адам знову повернувся в Дрезден на посаду керівника Вищої офіцерської школи казарменій народної поліції. Після утворення замість казарменій народної поліції Національної народної армії офіцерська школа була перетворена в Вища офіцерське училище (з 1959 року — Військова академія ім. Фрідріха Енгельса). 31 березня 1958 року Адам вийшов у відставку.
У 1953 році до Німеччини повернувся Фрідріх Паулюс і оселився в Дрездені. До самої смерті колишнього фельдмаршала 1 лютого 1957 року Адам підтримував з ним теплі дружні стосунки. У 1960-і роки він активно працює в Співтоваристві колишніх офіцерів (нім. Arbeitsgemeinschaft ehemaliger Offiziere). У 1965 році вийшла в світ книга спогадів Адама «Важке Рішення» («Der schwere Entschluss»). У 1968 році він був нагороджений Орденом «Знамено Праці». 7 жовтня 1977 року, 28-у річницю утворення НДР йому було присвоєно звання генерал-майор у відставці. Помер в Дрездені у віці 85 років.

## Звання
- Доброволець (1 жовтня 1913)
- Єфрейтор (24 червня 1914)
- Унтер-офіцер (25 липня 1914)
- Віце-фельдфебель (1 квітня 1915)
- Лейтенант (22 травня 1915)
- Гауптман (16 червень 1934)
- Майор (31 грудня 1937)
- Оберст-лейтенант (14 лютого 1941)
- Оберст (15 лютого 1942)
- Оберст (ННА) (1952)
- Генерал-майор (ННА) (7 жовтня 1977)

## Нагороди
- Залізний хрест
  - 2-го класу (6 вересня 1914)
  - 1-го класу (30 вересня 1917)
- Нагрудний знак «За поранення» в чорному

- Орден крові (1933)
- Почесний хрест ветерана війни з мечами (8 лютого 1935)
- Медаль «За вислугу років у Вермахті» 4-го і 3-го класу (12 років) (2 жовтня 1936) — отримав 2 медалі одночасно.

- Застібка до Залізного хреста
  - 2-го класу (26 травня 1940)
  - 1-го класу (10 жовтня 1941)
- Хрест Воєнних заслуг 2-го класу з мечами
- Медаль «За зимову кампанію на Сході 1941/42»
- Лицарський хрест Залізного хреста (17 грудня 1942)

- Орден «За заслуги перед Вітчизною» (НДР) 2-го ступеня (1956)
- Орден «Прапор Праці» (1968)
- Почесна застібка в золоті до ордена «За заслуги перед Вітчизною» (1977)